# Släpp pigorna loss
Släpp pigorna loss är ett studioalbum av musikgruppen Drängarna, släppt 2000.

## Låtlista
| Nr  | Titel              | Låtskrivare  | Längd |
| --- | ------------------ | ------------ | ----- |
| 1.  | "Fåglarna sjunger" | Johan Sahlén | 3:08  |
| 2.  | "Jag är en idiot"  | Robert Åhlin | 3:20  |
| 3.  | "Livets vatten"    | Robert Åhlin | 3:02  |
| 4.  | "Hela vägen hem"   | Johan Sahlén | 3:19  |
| 5.  | "Drömmar av guld"  | Robert Åhlin | 3:29  |
| 6.  | "Narrarnasnarr"    | Johan Sahlén | 3:00  |
| 7.  | "Hoppa i säng"     | Robert Åhlin | 3:18  |
| 8.  | "King Kong Boy"    | Robert Åhlin | 3:07  |
| 9.  | "Mörkret"          | Robert Åhlin | 3:49  |
| 10. | "I sommar"         | Robert Åhlin | 3:10  |